# 板倉勝該
板倉 勝該（いたくら かつかね、? - 延享4年8月23日〈1747年9月27日〉）は、江戸時代の中期の旗本。熊本藩主・細川宗孝を殺害したことで知られる。

## 生涯
旗本・板倉重浮（近江宮川藩主・堀田正休の次男）の次男として生まれる。幼名は安之助。兄・板倉勝丘の養子となり、延享3年（1746年）12月25日に兄の遺領6,000石を相続。延享4年（1747年）3月19日、将軍・徳川家重に拝謁した。

### 細川宗孝殺害事件
同年8月15日、江戸城大広間脇の厠付近において、月例拝賀で出仕した熊本藩主・細川宗孝に背後から脇差で斬りつけ、殺害した。
伝えるところによると、勝該は日頃から狂疾の傾向があり、家を治めていける状態ではなかったため、板倉本家当主の勝清は、勝該を致仕させて自分の庶子にその跡目を継がせようとしていたという。それを耳にした勝該はこれを恨みに思い、勝清を襲撃しようとしたが、板倉家の九曜巴紋と細川家の九曜星紋が極めて似ていたため、見間違えて宗孝を斬りつけてしまったとされる。
一方で、人違いではなく、最初から宗孝を殺すつもりであったとする説も存在する。大谷木醇堂の『醇堂叢稿』によれば、白金台町にあった勝該の屋敷は、熊本藩下屋敷北側の崖下に位置し、大雨が降るたびに下屋敷から汚水が流れ落ちてくるので、勝該は細川家に排水溝を設置するように懇願したが無視されたため、耐えかねて犯行に及んだという。事件後、勝該は水野忠辰宅に預けられ、同月23日に同所で切腹させられた。